# 杨弘远
杨弘远（1933年3月25日—2010年11月18日），生于湖北武汉，祖籍湖南长沙，武汉大学教授，中国被子植物胚胎学的开拓者之一，中国科学院院士。

## 生平
1933年生于湖北省武汉市，祖籍湖南省长沙市。1954年毕业于武汉大学生物系并留该系任教。1982年任教授。1991年当选中国科学院学部委员(院士)。

## 学术研究
毕生从事植物有性生殖研究。20 世纪50-60年代研究水稻、小麦、芝麻等植物的开花、受精及胚胎发育，奠定了其在本学科的学术基础。70-80年代专攻植物实验胚胎学，在花粉雄核发育、离体雌核发育、胚囊操作及其结构与功能关系等方面作出了系统、创新的研究成果，同时培养硕士、博士研究生。“植物离体雌核发育与胚囊分离的实验胚胎学研究”项目获1991年国家自然科学三等奖。
20世纪90年代至21世纪初，先后主持国家自然科学基金重大项目“植物性细胞的发育生物学研究与操作系统的创建”、重点项目“植物受精与早期胚胎发生过程中基因表达的发育生物学”及欧盟国际合作项目“水稻精卵相互作用与受精”，在花粉原生质体、精细胞、卵细胞、合子等的分离、培养、融合、转化及有关细胞与分子生物学研究方面进一步作出了有特色的前沿性成果。“植物性细胞、受精及胚胎发生离体操作系统的创建与实验生物学研究”项目获2004年国家自然科学二等奖。
共发表科学论文200余篇，获国家自然科学奖2次、国家教委科技进步一等、二等奖3 次、湖北省自然科学奖1次。近年来的代表性专著有：《植物有性生殖实验研究四十年》(2001，获2003年中国图书奖 ) 、《水稻生殖生物学》(2005，获2006年浙江省树人出版奖特等奖、《植物有性生殖寻幽探秘》(2009)) 。

## 职务
曾兼任：国务院学位委员会学科评审组 (生物学) 成员及召集人(三届)；全国博士后管委员专家组(生物学)成员及召集人；教育部基础研究规划组 (生物学) 副组长；教育部科学技朮委员会委员；国家自然科学基金委员会植物学评审组专家；全国政协委员(两届)；中国细胞生物学学会常务理事；《中国科学》、《植物学报》、《Cell research 》、《细胞生物学》、《Acta Biologica Cracoviensia Series Botanica 》、《Journal of intergrative plant biology 》等刋物编委。

## 荣誉
曾被授予：国家级有突出贡献的中青年专家(1984)、全国优秀教师(1989)等称号。

## 家庭
- 父亲杨端六
- 母亲袁昌英
- 姐姐杨静远